# Aspidoparia morar
Aspidoparia morar es una especie de peces de la familia de los
Cyprinidae en el orden de los Cypriniformes.

## Morfología
Los machos pueden llegar alcanzar los 17,5 cm de longitud total.

## Reproducción
Es ovíparo.

## Hábitat
Es un pez de agua dulce. de clima tropical.

## Distribución geográfica
Se encuentran en Asia:  Irán,  Afganistán, y Pakistán